# Chef-Boutonne (Chef-Boutonne)
Chef-Boutonne ist eine Ortschaft und eine ehemalige französische Gemeinde mit 1.958 Einwohnern (Stand 1. Januar 2022) im Département Deux-Sèvres in der Region Nouvelle-Aquitaine (vor 2016 Poitou-Charentes). Sie gehörte zum Arrondissement Niort und zum Kanton Melle.
Mit Wirkung vom 1. Januar 2019 wurden die bisherigen Gemeinden Chef-Boutonne, La Bataille, Crézières und Tillou zur namensgleichen Commune nouvelle Chef-Boutonne zusammengelegt und haben in der neuen Gemeinde den Status einer Commune déléguée. Der Verwaltungssitz befindet sich im Ort Chef-Boutonne.

## Geographie
Chef-Boutonne liegt etwa 61 Kilometer südwestlich von Poitiers und etwa 38 Kilometer südöstlich von Niort. Hier entspringt der Fluss Boutonne.
Durch die Commune déléguée führen die früheren Routes nationales 737 und 740 (heutige D737 und 740).

## Bevölkerungsentwicklung
| Jahr      | 1962 | 1968 | 1975 | 1982 | 1990 | 1999 | 2006 | 2012 |
| Einwohner | 2150 | 2218 | 2394 | 2387 | 2288 | 2218 | 2217 | 2097 |

## Sehenswürdigkeiten
- romanische Kirche Saint-Chartier aus dem 11. Jahrhundert, seit 1840 Monument historique
- Schloss Jarzanay aus dem 16. Jahrhundert, Monument historique
- Waschhaus

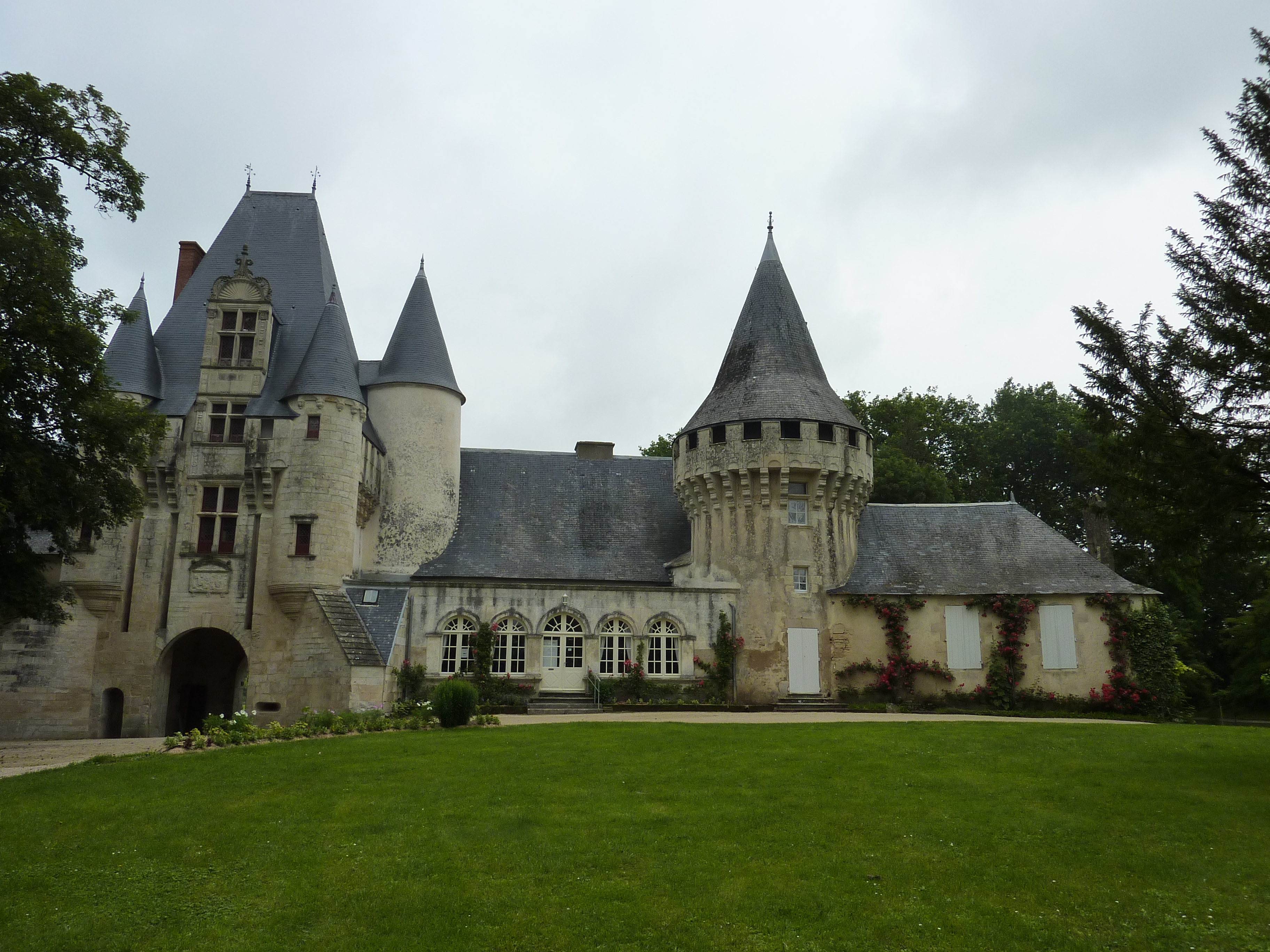
Schloss Jarzanay
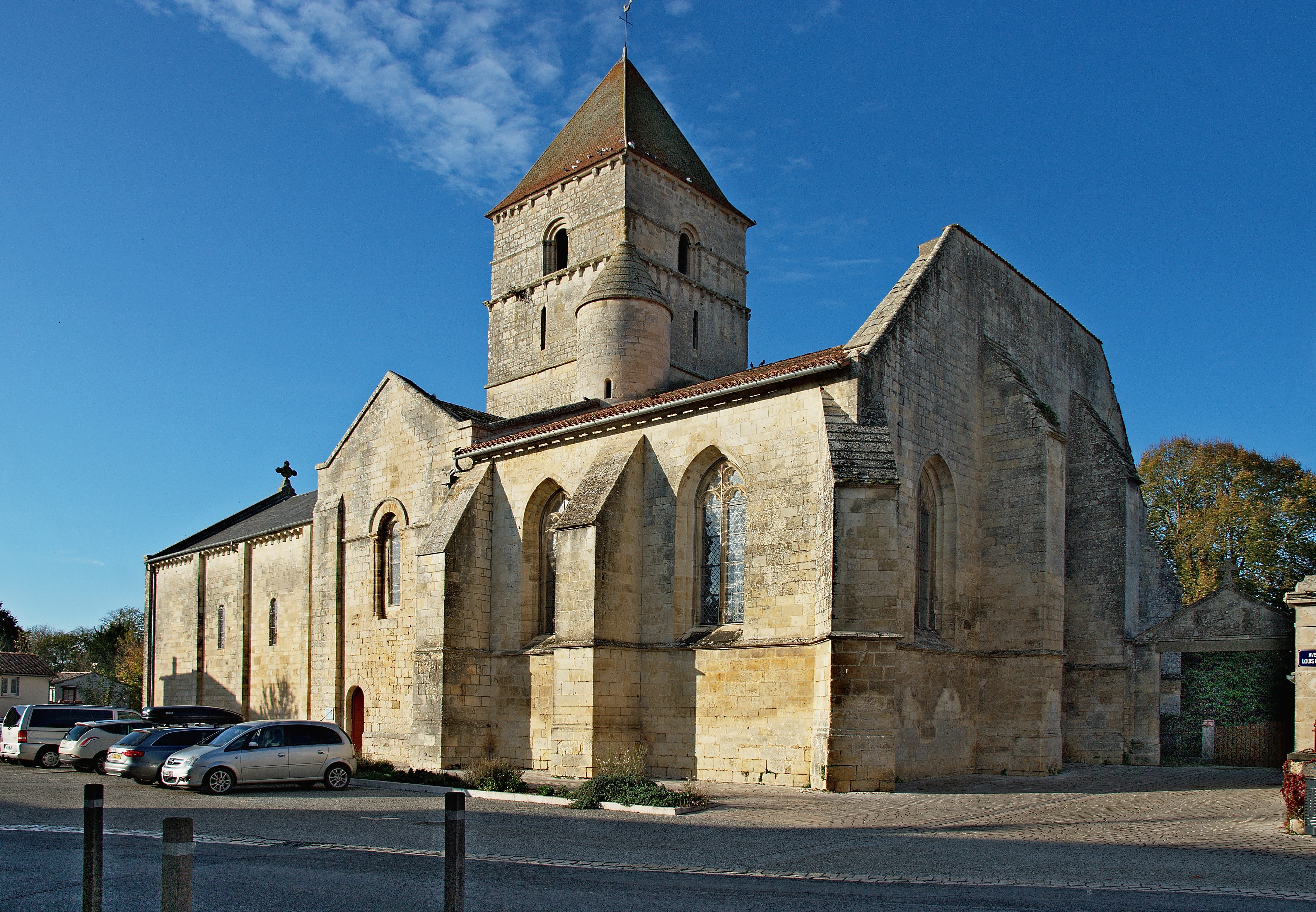
Kirche Saint-Chartier

## Persönlichkeiten
- Jean-François Cail (1804–1871), Unternehmer und Ingenieur